# Crisis Beat
Crisis Beat là một game beat 'em up do studio Soft Machine phát triển và Bandai phát hành vào ngày 18 tháng 7 năm 1998 cho hệ máy PlayStation. Game được phát hành lại vào năm 2013 trên PlayStation Network. Nội dung xoay quanh chiếc du thuyền mang tên Princess of the Fearless đang trên đường từ Nhật Bản đến New York nhưng một nhóm khủng bố đã chiếm lấy con tàu và giết chết gần như toàn bộ hành khách, chỉ còn lại 10 người sống sót. Những người này phải chiến đấu với những kẻ khủng bố và tìm cách thoát khỏi con tàu định mệnh sắp bị phá hủy.

## Cốt truyện
Princess of the Fearless là một con tàu mới lớn hơn Titanic với khả năng chở 5.000 người. Ở giữa thân tàu có một bể bơi, một sân bóng đá, một sòng bạc và nhiều hơn nữa. Con tàu đã được định sẵn di chuyển từ Nhật Bản đến New York nhưng do vị trí của nó, những kẻ khủng bố đã chiếm lấy con tàu và giết chết gần như toàn bộ thủy thủ đoàn. Vào ngày 18 tháng 12 năm 2000, một ngày trước khi con tàu được đưa đi, vũ khí laser đã được con tàu khổng lồ lắp đặt vì lý do an toàn. Chúng được sử dụng để chống lại Bộ An ninh Mỹ khi họ nhận được thông điệp S.O.S do tàu gửi đi. Cùng ngày hôm đó, một cô gái đã bị bắt cóc để sử dụng vũ khí có thể gây ra ngày tận thế, bao gồm một loại virus có khả năng biến con người thành quái thú với sức mạnh phá hủy nguyên cả lục địa trong 10 phút. Bốn nhân vật chính do người chơi điều khiển buộc phải lao vào cuộc hành trình trừ gian diệt bạo và ngăn chặn virus phát triển hoàn toàn ngay trên tàu.

## Nhân vật

### Chính
Eiji Garland: Là một thám tử quê quán ở New York và ngay lập tức được gửi đến Nhật mà không rõ lý do. Eiji hy vọng sẽ trở về quê hương và sẽ làm mọi cách để đánh bại những kẻ khủng bố và trở về nước Mỹ. Sống sót nhờ tàu ngầm tới cứu kịp.
JJ: Tên đầy đủ là Julia Jefferson. Chính mẹ của Milly đã bị bắt cóc là người đầu tiên chứa virus. Cuối cùng, JJ đã cứu được con gái mình.
Keneth Kirova: Keneth là khách mời của bữa tiệc Giáng Sinh triệu phú nhưng căn phòng của anh bị những kẻ khủng bố chiếm đoạt và anh quyết định tự cứu lấy mạng mình. Keneth sống sót sau vụ tấn công khủng bố nhờ chui vào tàu ngầm đang ở trong động cơ của con tàu.
Feisu: Feisu là một nhân viên giản dị, chuyên dọn dẹp phòng tắm cho đến khi cô bị đuổi việc vì vụ khủng bố. Cô đi theo những người khác giao chiến với bọn khủng bố để cứu lấy mạng mình và trả thù cho cái chết của bạn bè. Feisu sống sót nhờ tàu ngầm tới cứu kịp.
Milly: Milly chính là cô con gái 6 tuổi của JJ. Sống sót sau vụ tấn công khủng bố nhờ tàu ngầm tới cứu kịp. Cha cô tìm thấy cô bé ở New York và họ tận hưởng một cuộc sống hạnh phúc và bình yên.

### Trùm
Daugh: Là một ninja hói đầu gốc Nhật, luôn cầm theo hai thanh katana và có thể tạo ra những cú nhảy lớn. Sau bị Eiji đánh bại.
Gauss: Là chỉ huy của đội khủng bố, cao lớn và sở hữu sức mạnh phi thường. Sau bị Keneth đánh bại.
Ron và Charl: Họ là vệ sĩ của Karts. Ron và Charl có cùng chiều cao và sức mạnh, chỉ có điều Ron mặc áo chống đạn và bộ đồ màu vàng, còn Charl thì hói và mặc áo chống đạn và bộ đồ màu hồng. Cả hai đều bị Eiji đánh bại.
Karts: Là một triệu phú sẵn sàng kết liễu những kẻ khủng bố và cùng lúc với Keneth. Ông mặc một bộ đồ màu xanh, áo chống đạn, biết võ thuật và có thể đá trong không trung. Sau bị Feisu đánh bại.
Duke: Là đội trưởng nhóm khủng bố, mặc một bộ đồ ngụy trang màu xanh lá cây và đội mũ bảo hiểm. Sau bị Eiji đánh bại.
Riot: Là thuyền trưởng của tàu Princess of the Fearless điều đó có nghĩa là hắn ta không liên quan gì đến nhóm khủng bố, nhưng có nhân cách xấu xa và không trung thành. Đeo kính, bộ đồ đội trưởng và quần jean. Hắn luôn mang theo một con dao khổng lồ và được những kẻ khủng bố giúp đỡ trong trận chiến của họ. Mặc dù vậy, hắn vẫn bị Eiji đánh bại.
Hammer: Là một loại người sinh học được tạo ra bởi những kẻ khủng bố vì lý do tuyệt vọng trước những kẻ đã đánh bại một nửa tiểu đoàn của chúng. Sau bị Eiji đánh bại.
Lou: Là đội trưởng của nhóm khủng bố bắt cóc Milly và nhà phát triển virus. Sau bị JJ đánh bại.
Otto: Là tướng của nhóm khủng bố, có thể lực khổng lồ và chiều cao tuyệt vời. Sau bị Keneth đánh bại.
L.C. Whigen: Là đại tá và chỉ huy của nhóm khủng bố và luôn mang theo thanh kiếm 'thần bí' bên mình. Biết được sự thất bại của Otto, virus đã bị tiêm và mặc dù bị Keneth đánh bại, hắn vẫn hồi sinh mạnh hơn và với sức mạnh siêu nhiên và lần này bị Eiji đánh bại rồi lại tiếp tục hồi sinh nhưng vẫn bỏ mạng như thường. Chết khi tàu nổ tung.

## Phần tiếp theo
Vào cuối năm 2010, Bandai đã thực hiện phần tiếp theo gọi là Crisis Beat 2, nhưng nó không thành công cho lắm vì nhiều bản của tựa game này không được bày bán nhiều trên thị trường. Câu chuyện diễn ra ba năm trước khi xảy ra sự cố trên con tàu Princess of the Fearless và sau đó, khi tình tiết dần dần mở ra thì là bảy năm sau vụ tấn công. Nhân vật duy nhất (từ bản trước) xuất hiện trong phần này, là Eiji Garland.